# محوطه تاریخی دهنه گله
محوطه تاریخی دهنه گله مربوط به دوره سلجوقیان است و در شهرستان صدوق، بخش خضرآباد، شهر ندوشن، ۱۸ کیلومتری شمال شهر ندوشن واقع شده و این اثر در تاریخ ۲۷ بهمن ۱۳۸۷ با شمارهٔ ثبت ۲۴۷۳۹ به‌عنوان یکی از آثار ملی ایران به ثبت رسیده است.